# Magnac-sur-Touvre
Magnac-sur-Touvre ist eine Gemeinde mit 3252 Einwohnern (Stand 1. Januar 2022) im westfranzösischen Département Charente in der Region Nouvelle-Aquitaine.

## Lage
Die Gemeinde liegt im Großraum von Angoulême in der alten Kulturlandschaft des Angoumois, etwa acht Kilometer (Fahrtstrecke) östlich der Stadt, auf dem südlichen Ufer der Touvre, die bei Angoulême in die Charente mündet.

## Bevölkerungsentwicklung
| Jahr      | 1962 | 1968 | 1975 | 1982 | 1990 | 1999 | 2006 | 2016 | 2021 |
| Einwohner | 2170 | 2393 | 2645 | 2842 | 2704 | 2904 | 2987 | 3100 | 3248 |

Im 19. Jahrhundert stieg die Bevölkerungszahl von etwa 600 im Jahr 1800 auf über 1800 im Jahr 1900 an. Aufgrund der Nähe zur Stadt Angoulême und vergleichsweise günstiger Immobilienpreise ist die Bevölkerung der Gemeinde auf über 3000 Einwohner angewachsen.

## Wirtschaft und Verkehr
Der Ort und seine Umgebung waren jahrhundertelang landwirtschaftlich geprägt. In der frühen Neuzeit entstanden am Ufer der Touvre zwei Papiermühlen, von denen eine im Jahr 1828 in eine maschinelle Produktion überging.
Es wird eine Busverbindung STGA -Stadtbusse Angoulême angeboten.

## Geschichte
Erstmals im Jahr 852 unter dem Namen Magnacum erwähnt, finden sich in mittelalterlichen Dokumenten Namen wie Magnac, Magny und Magnat. Die romanische Kirche lässt auf die Existenz einer nicht unbedeutenden mittelalterlichen Ansiedlung schließen.

## Sehenswürdigkeiten

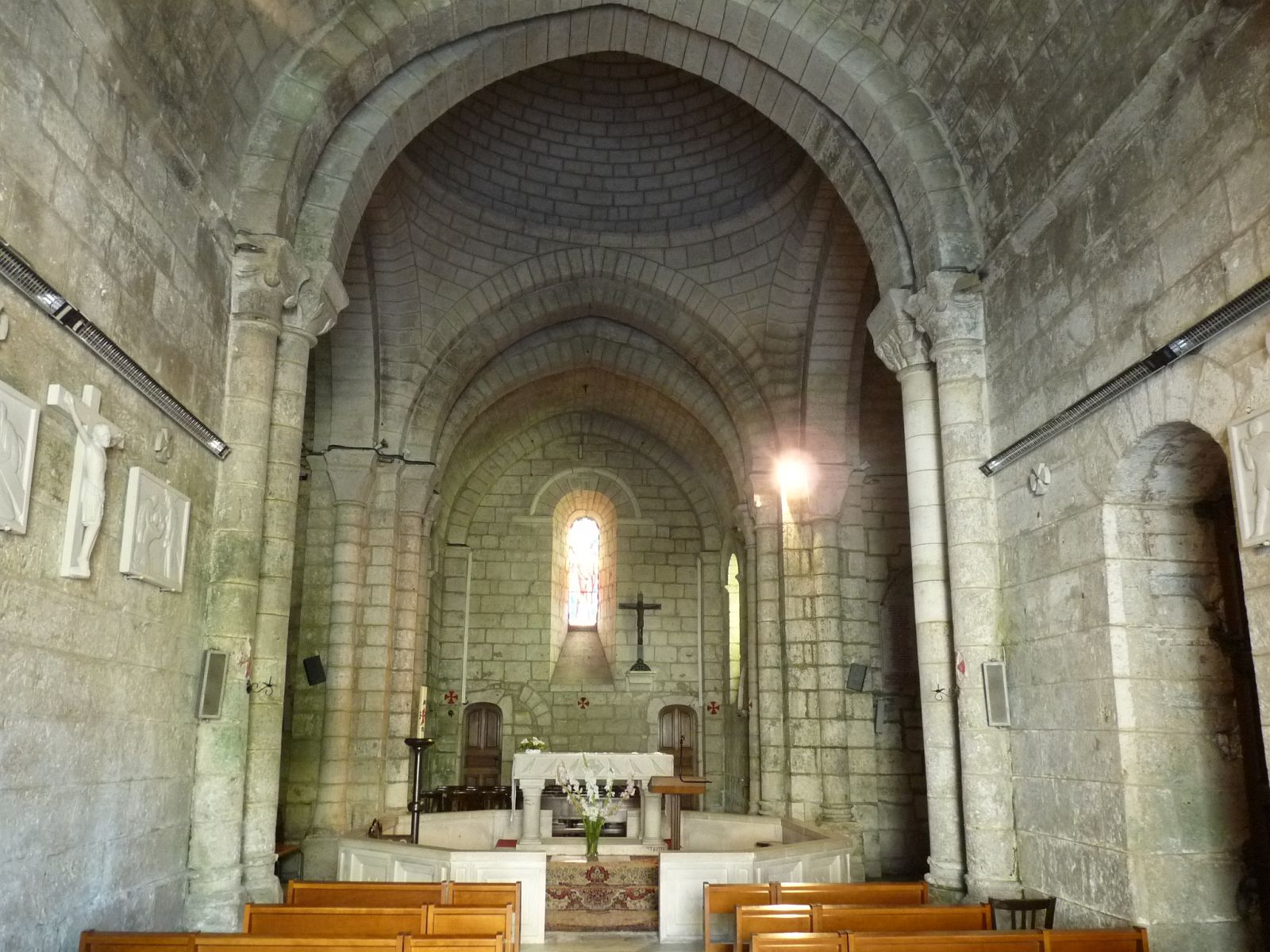
Église Saint-Cybard

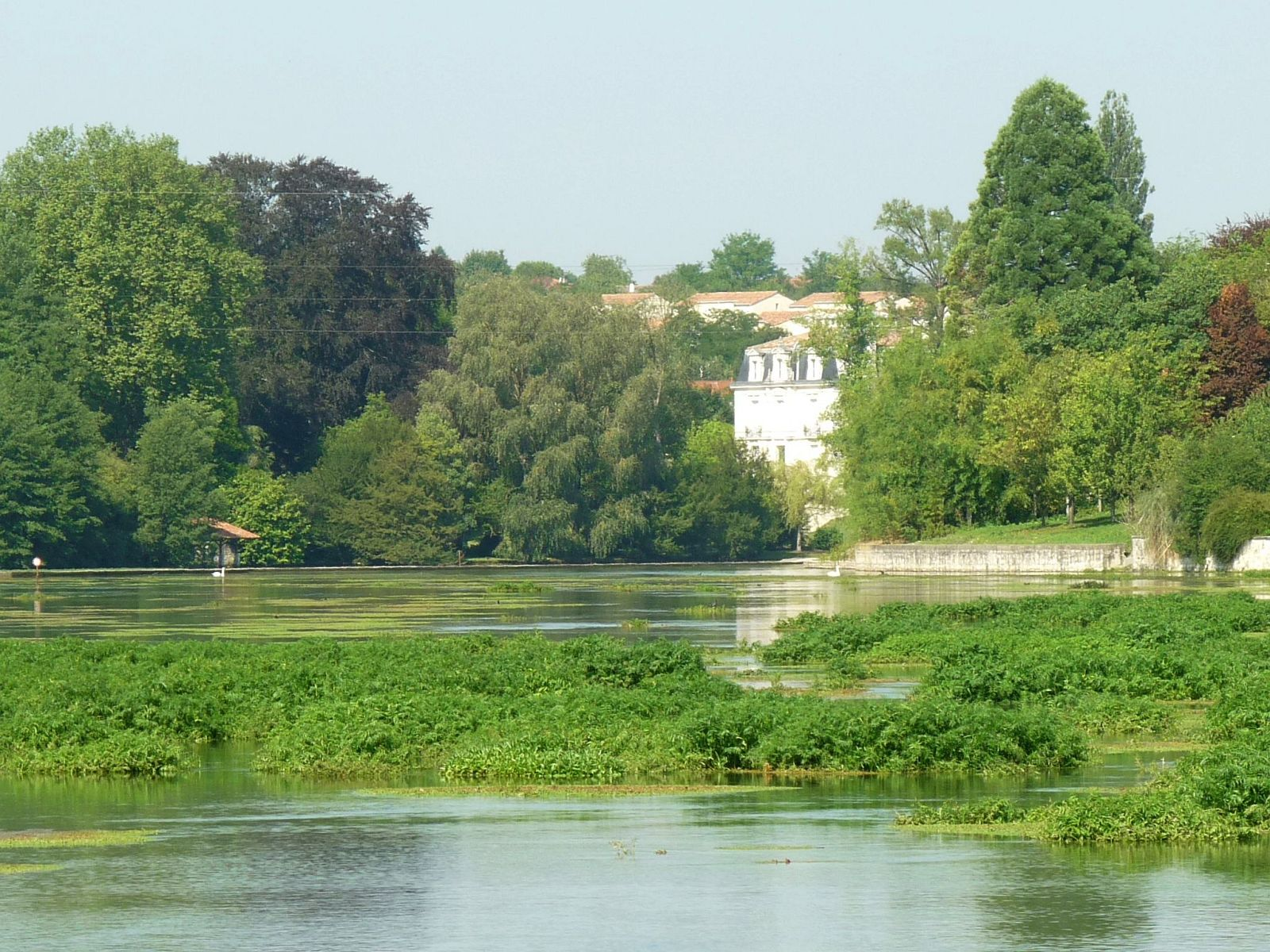
Logis de Maumont

- Die aus exakt behauenen Kalksteinen erbaute romanische Pfarrkirche Saint-Cybard stammt aus dem 12. Jahrhundert und beeindruckt schon von weitem durch ihren reichgegliederten Vierungsturm, dessen Mittelgeschoss von Blendarkaden umstellt ist, wohingegen sich das deutlich höhere Glockengeschoss durch doppelte Arkaden mit eingestellten Säulen weit öffnet. Das mehrfach gestufte, aber ansonsten völlig schmucklose Westportal wird seitlich begleitet von zwei mächtigen Strebepfeilern, die den Bau stabilisieren. Das äußerst kurze Kirchenschiff, die beiden Querhausarme und die flachgeschlossene Apsis bilden annähernd den Grundriss eines griechischen Kreuzes nach und sind tonnengewölbt; die Vierung ist dagegen bedeckt von einer auf Pendentifs ruhenden Kuppel. Der Kirchenbau wurde bereits im Jahr 1907 als Monument historique[1] anerkannt.
- Am Flussufer befindet sich ein überdachter Waschplatz (lavoir) aus dem 19. Jahrhundert.
- Das von einer schönen Parkanlage umgebene Logis de Maumont stammt ursprünglich aus dem 16. Jahrhundert und steht in der Nähe einer alten Papiermühle am Ufer der Touvre. Es befindet sich in Privatbesitz und wurde mehrfach restauriert.
- Das Logis de Bussac stammt aus dem 15. Jahrhundert und befindet sich ebenfalls in Privatbesitz.

## Persönlichkeiten
- Luc Bérimont (1915–1983), Dichter, Schriftsteller und Hörfunkjournalist

## Partnergemeinden
- Bockhorn, Oberbayern (seit 2008)
- Fochabers, Moray, Schottland